# 息壌
息壌（そくじょう、中国語: 息壤）、あるいは息土（そくど）は、中国神話に登場する土の怪物、あるいは魔法の土である。神話に拠ればそれは自ら増殖する能力を有し、そのため鯀（こん）と禹（う）は大洪水を治める目的でこれを用いた。
いくつかバリエーションがあるが、神話では鯀は黄帝から息壌を盗んだ。黄帝は鯀を罰するために祝融（しゅくゆう）を派遣し、祝融は羽山（地名）で鯀を処刑した。また別のバリエーションでは、禹は天国へ向かう。黄帝に懇願し、彼から魔法の亀の背に乗せられるだけの息壌を譲り受け、大洪水の元となっていた233,559ヶ所の泉を塞ぐために使った。また別の話では息壌は太帝から盗まれ、あるいは授かり、そして祝融以外のものが鯀を処刑したものとして語られる。